# Unifi TV
Unifi TV (dawniej HyppTV, zapis stylizowany: unifi tv) – malezyjska usługa telewizji IPTV. Została uruchomiona w 2010 r. pod nazwą HyppTV. Nazwa Unifi TV została wprowadzona 12 stycznia 2018.
Właścicielem Unifi TV jest Telekom Malaysia.